# Courtaoult
Courtaoult ist eine französische Gemeinde mit 90 Einwohnern (Stand 1. Januar 2022) im Département Aube in der Region Grand Est (vor 2016 Champagne-Ardenne). Sie gehört zum Kanton Aix-Villemaur-Pâlis im Arrondissement Troyes. 

## Geographie
Courtaoult liegt etwa 35 Kilometer südwestlich von Troyes. 
Nachbargemeinden sind Racines im Nordwesten und Norden, Montfey im Norden, Ervy-le-Châtel im Nordosten und Osten, Chessy-les-Prés im Osten und Südosten, Les Croûtes im Süden sowie Soumaintrain im Westen.

## Bevölkerungsentwicklung
| Jahr                       | 1962 | 1968 | 1975 | 1982 | 1990 | 1999 | 2006 | 2011 | 2019 |
| -------------------------- | ---- | ---- | ---- | ---- | ---- | ---- | ---- | ---- | ---- |
| Einwohner                  | 119  | 81   | 93   | 88   | 87   | 75   | 77   | 89   | 82   |
| Quellen: Cassini und INSEE |      |      |      |      |      |      |      |      |      |

## Sehenswürdigkeiten
- Kirche Notre-Dame-de-l’Assomption aus dem 16. Jahrhundert

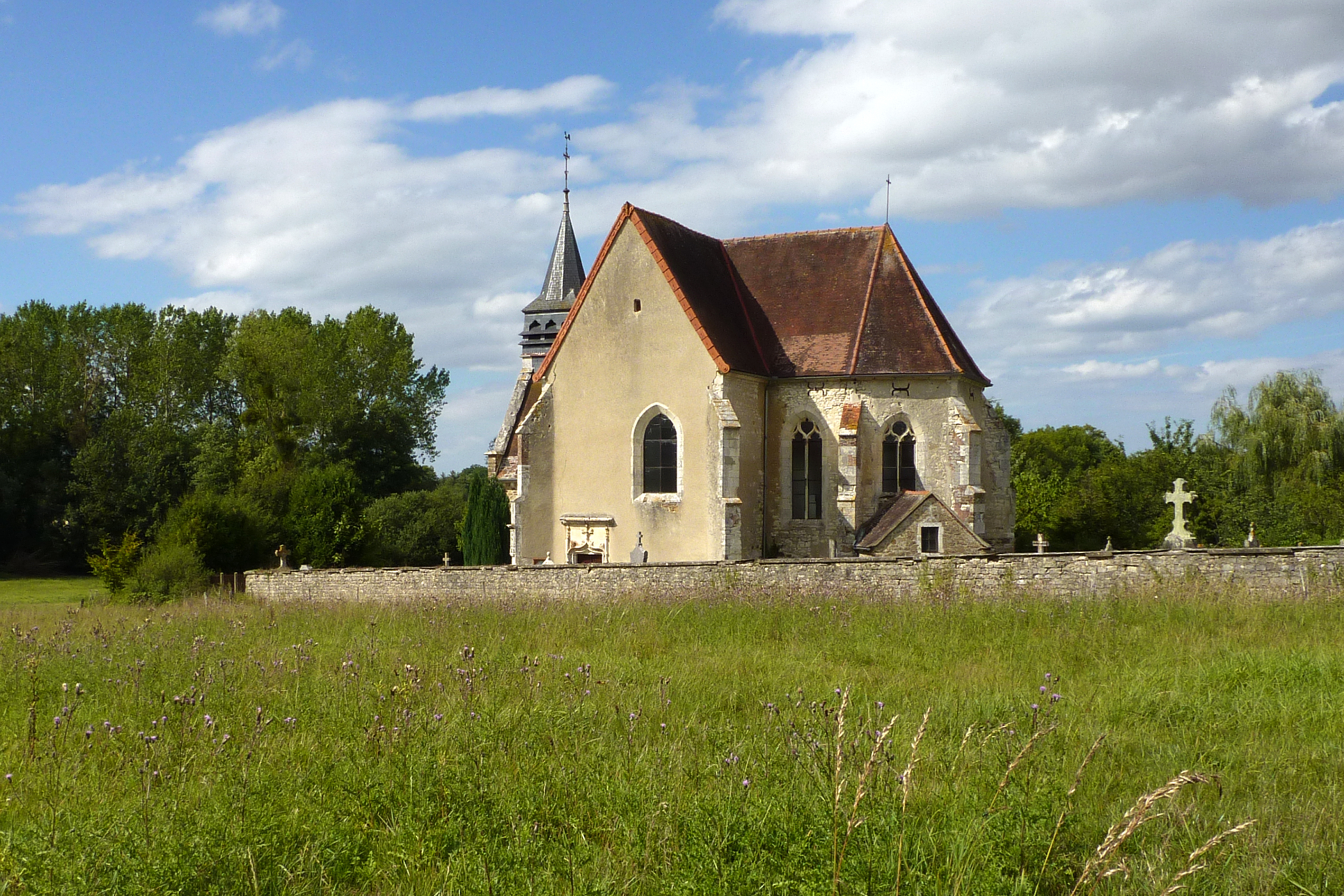
Kirche Notre-Dame-de-l’Assomption